# Pål Tyldum
Pål Bjarne Tyldum (* 28. März 1942 in Høylandet, Nord-Trøndelag) ist ein ehemaliger norwegischer Skilangläufer.

## Werdegang
Tyldum, der für den Hållingen IL startete, gewann seine erste Goldmedaille bei Olympischen Winterspielen 1968 mit der 4 × 10-km-Staffel. Zudem errang er dort den siebten Platz über 15 km und den vierten Platz über 50 km. Im selben Jahr siegte er bei den Lahti Ski Games über 15 km und belegte beim Holmenkollen Skifestival den zweiten Platz über 50 km. Im folgenden Jahr wurde er bei den Svenska Skidspelen Dritter über 30 km und beim Holmenkollen Skifestival Erster über 50 km. Bei den nordischen Skiweltmeisterschaften 1970 in Vysoké Tatry belegte er den elften Platz über 50 km, den fünften Rang über 15 km und jeweils den vierten Platz über 30 km und mit der Staffel. Im selben Jahr kam er bei den Lahti Ski Games auf den vierten Platz über 15 km und auf den dritten Rang über 50 km sowie beim Holmenkollen Skifestival auf den zweiten Platz über 50 km. Zudem wurde er im Jahr 1970 mit der Holmenkollen-Medaille geehrt. Im März 1971 errang er bei den Lahti Ski Games den zweiten Platz über 15 km und den ersten Platz über 50 km. Bei den Olympischen Winterspielen 1972 in Sapporo wurde er Olympiasieger über 50 km und gewann über die 30-km-Distanz sowie mit der Staffel jeweils die Silbermedaille. Aufgrund dieser Erfolge bei den Olympischen Spielen gewann er den Fearnleys olympiske ærespris. Im März 1972 siegte er erneut beim Holmenkollen Skifestival über 50 km. Im Jahr 1973 triumphierte er bei den Svenska Skidspelen mit der Staffel und belegte beim Holmenkollen Skifestival den dritten Platz über 50 km. Bei den nordischen Skiweltmeisterschaften 1974 in Falun gelang ihm der 21. Platz über 30 km. Anfang März 1974 wurde er bei den Lahti Ski Games Zweiter über 50 km. Seine letzten internationalen Rennen absolvierte er bei den Olympischen Winterspielen 1976 in Innsbruck. Dort gewann er die Silbermedaille mit der Staffel und errang zudem den 20. Platz über 15 km sowie den siebten Platz über 50 km. Bei norwegischen Meisterschaften siegte er dreimal über 15 km (1969, 1971, 1973), dreimal über 50 km (1968, 1970, 1972) und einmal über 30 km (1972).